# محمود برزنجی
شیخ محمود برزنجی (به کردی: شێخ مه‌حموود به‌رزنجی) یا محمود برزنجی (۱۸۸۱ سلیمانیه – ۹ اکتبر ۱۹۵۶ بغداد) ملقب به «ملک» و مشهور به «نه‌مِر»که در بین سادات کرد ایرانی به خصوص سادات مهاباد به (باوه هه لو) به معنی (عقاب پدر) مشهور است ،وی فرزند شیخ سعید بن محمود نودهی از سادات برزنجه و از رؤسای عشایر کرد در محله کانیسکان شهر سلیمانیه می باشد. مادرش آمنه نام داشت و از خانوادهٔ شیخ بابا رسول برزنجی بود. برزنجی دروس دینی و قرآن را نزد زیور افندی آموخت و به آموزش زبانهای فارسی و عربی و ترکی می‌پرداخت.

## زندگی
پدرش شیخ سعید به دلیل قدرت و محبوبیتش مورد توجه عبدالحمید دوم بود که دو بار از سوی او به استانبول دعوت شد. در سفر دوم، محمود برزنجی نیز پدر را همراهی می‌کرد و در این سفر بود که سلطان عبدالحمید کلید و رمز تلگراف با خودش را به شیخ سعید اهدا کرد.
نفوذ شیخ سعید در دستگاه عثمانی موجب ترس حکمداران موصل و حزب اتحاد و ترقی شد که با توطئه آنها موجب کشته‌شدن شیخ سعید و چندی از نزدیکان و احمد پسرش در دوم شوال ۱۳۲۶ ه.ق. در موصل شد.
.

## دولت عثمانی
محمود برزنجی پس از واقعهٔ موصل بنا به درخواست مردم در جای شیخ سعید پدرش نشست و از ابتدا گروه زیادی از مردم به او پیوستند. در این دوران، کاردانی و نفوذ دینی برزنجی موجب جلب توجه و حمایت اکثر عشایر کرد شد، تا آنکه جنگ اول جهانی (۱۹۱۴ تا ۱۹۱۸ میلادی) درگرفت.
در سال ۱۹۱۵ نیروهای چند ملیّتی بریتانیا به قصد اشغال خاک عراق، در فاو و بصره پیاده شدند و به طرف شمال پیشروی کردند. دولت عثمانی لشکری به مقابله ایشان فرستاد و از شیخ محمود هم طلب کمک کرد. برزنجی در مدت کوتاهی، نیرویی شامل ۱۸۰۰ سوار و ۳۰۰ پیاده را آورد و در منطقه «شعیبه» به نیروهای عثمانی پیوست. جنگ شعیبه هشت ماه طول کشید. در این نبرد لشکر عثمانی شکست خورد و ناچار به عقب‌نشینی شد.

## جنگ با قزاق‌ها
حملهٔ روسها به شهرهای مریوان و پینجوین با تصرف خانقین و روانداز که قزاقها قصد تصرف سلیمانیه را داشتند. شیخ محمود که تازه به سلیمانیه برگشته بود - بی درنگ مهیای جنگ شد و لشکرش را به حدود مریوان و پینجوین رساند.
روس ها صفوت بیگ حاکم پیشین سلمانیه و از اعضای حزب اتحاد و ترقی که به لنینگراد گریخته بود، مأمور کردند با برزنجی وارد مذاکره شود و او را از کمک به عثمانی‌ها منصرف کند. در آن صورت دولت روسیه از استقلال کردهای تحت فرمان دولت عثمانی حمایت خواهد کرد.
شیخ محمود نخستین شرط برای مذاکره با ایشان را دست کشیدن‌شان از تجاوز و جبران خسارات وارد شده بر مردم عنوان می‌کند.
این پاسخ به روس ها برخورد و از سر خشم و غرور هجومی تازه را به سوی جنوب و غرب آغاز کردند. شیخ محمود در مقابل روس‌ها ایستادند. ارتش عثمانی پس از این پیروزی، به غارت اموال مردم پرداختند و چون برخی از سران عشایر مقاومت کردند، ایشان را دستگیر کرده، قصد اعدامشان را داشتند. برزنجی سپس به سلیمانیه برگشت و اعلام کرد تحت فرمان دولت عثمانی نیستیم.

## درگذشت و میراث

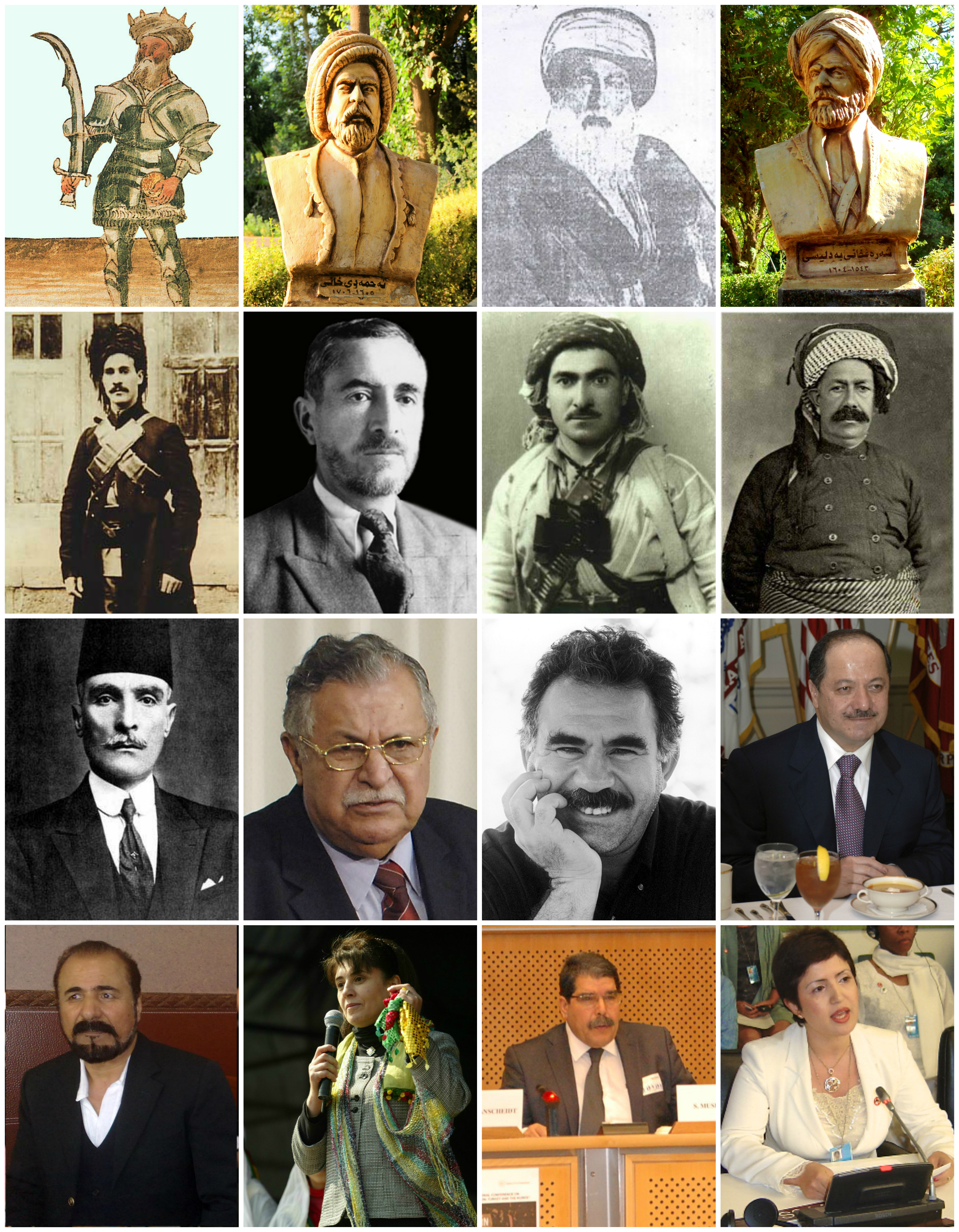
تصویر محمود برزنجی در کنار چندی دیگر از رهبران و اشخاص تاثیر گذار

شیخ محمد دعویِ صلح داشت و برای این در ۱۹۳۲ به جنوب عراق تبعید شد، او در ۱۹۴۱ توانست به روستای مادریِ خود دارکلی بازگردد و تا پایان عمر آنجا بود. برزنجی نهایتاً در نهم اکتبر ۱۹۵۶ / هفدهم ۱۳۳۵ در سلیمانیه درگذشت و در کنار جدش شیح احمد در مسجد جامع (به کردی: مزگه‌وتی گه‌وره) دفن شد. از محمود برزنجی بین مردم کرد و سلیمانیه به‌عنوان نماد یک قهرمان و رهبری شجاع که علیه قیومیت بریتانیا و برای استقلال تلاش بسیار کرد تا به امروز یاد می‌شود. او برای بسیاری از رهبران کرد نماد یک پیشرو است.